# Parany (sèrie de televisió)
Parany és una minisèrie dirigida per Juan Luís Iborra i guió de Rodolf Sirera per a la televisió À Punt amb ProFiccio TV i estrenada el 2 de desembre de 2019. Va comptar amb el major pressupost de la televisió valenciana fins al moment: 1,4 milions d'euros.
Aconseguí el reconeixement en els III Premis de l'Audiovisual Valencià de 2020 com a millor sèrie de ficció, i la medalla de plata a la millor banda sonora de televisió als Global Music Awards, obra del compositor Josué Vergara.

## Argument
El 1937, en plena Guerra Civil, el Govern de la República es trasllada a València a causa de l'avanç de les tropes franquistes cap a Madrid. Jack, un periodista nord-americà cínic i desacreditat, és enviat a la ciutat on coneix una dona molt especial i es veu immers en uns fets decisius per a la República.

## Repartiment
- Andrew Tarbet - Jack
- Lorena López - Isabel
- Juli Mira - Manuel Azaña
- Mike Lee - Stanley Clayborn
- Aina Requena - Amparo
- Álvaro Báguena - Alcoriza
- Lara Salvador - Miliciana
- Juanma Mallen - Capità
- Emilio Mencheta - Pare Cuesta
- María Minaya - Actriu
- Ramón Orozco - Taxista
- Esteban Gonzalez Pitarch - Milicià veterà

## Episodis
| Núm. capítol | Data d'estrena         | Audiència À Punt |
| ------------ | ---------------------- | ---------------- |
| 1            | 2 de desembre de 2019  |                  |
| 2            | 9 de desembre de 2019  |                  |
| 3            | 16 de desembre de 2019 |                  |
| 4            | 23 de desembre de 2019 |                  |